# Ilse Plehn
Ilse Plehn (* 4. Oktober 1891 in Bielsk, Kreis Marienwerder; † unbekannt) war eine deutsche Bildhauerin.

## Leben
Ilse Plehn wurde ein Studium an der Dresdner Kunstakademie verwehrt mit der Begründung, dass sie eine Frau sei. Sie studierte in der Folge privat bei Robert Diez in Dresden und ein Jahr bei Jenny von Bary-Doussin in München.
Ilse Plehn schuf unter anderem auf dem Friedhof Löbtau ein Denkmal für die Gefallenen im 1. Weltkrieg (siehe auch Liste der Kulturdenkmale in Löbtau). Diesen Auftrag betrachtete sie als großen Erfolg: „Trotzdem man mir den Zutritt zur Dresdner Akademie – als Frau – verweigert hatte, gab mir der sächsische Staat als erstem weiblichen Künstler einen großen Staatsauftrag.“ Für den Park Rosental in Leipzig schuf sie eine Steinfigur eines betenden Kriegers. In Saalfeld gestaltete sie die Grabstätte von Marthe Renate Fischer. Eine Kleinplastik von Ilse Plehn – „Satyr auf einer Ziege reitend“ – befindet sich heute im Bestand der Neuen Nationalgalerie in Berlin.
In Dresden war sie Mitglied der Dresdner Kunstgenossenschaft und der Gruppe Dresdner Künstlerinnen, Ortsverband Dresdner Künstlerinnen, des damals neu gegründeten Bundes deutscher und österreichischer Künstlerinnenvereine. Sie engagierte sich auch im Deutschen Verband Akademischer Frauenvereine, der sich 1926 dem Deutschen Akademikerbund anschloss.
Später sympathisierte sie mit dem Nationalsozialismus. Sie schrieb in einem Artikel unter dem Titel „Die künstlerisch schaffende Frau“ dieser eine wichtige Rolle beim „Bau des Dritten Reichs“ zu. 1937 wurde auf dem Reichssender Leipzig ein Interview mit Ilse Plehn ausgestrahlt.
Dressler listet 1930 ihren Wohnort mit Fürstenstraße 68 in Dresden. Im Jahr 1930 zog sie nach Eisenach.

## Ausstellungen (Auswahl)
- 1911: Sächsischer Kunstverein[8]
- 1914: Sächsischer Kunstverein[9]
- 1918: Künstlervereinigung Dresden, Sommerausstellung[10]